# Sirnajaya (Tanggeung)
Sirnajaya is een bestuurslaag in het regentschap Cianjur van de provincie West-Java, Indonesië. Sirnajaya telt 4740 inwoners (volkstelling 2010).